# Mwanga (Singida)
Mwanga è una circoscrizione rurale (rural ward) della Tanzania situata nel distretto di Mkalama, regione di Singida. Conta una popolazione di 26 024 abitanti (censimento 2012).